# El Pego
El Pego – gmina w Hiszpanii, w prowincji Zamora, w Kastylii i León, o powierzchni 26,81 km². W 2011 roku gmina liczyła 348 mieszkańców.